# 墨尔本市政厅
墨尔本市政厅位于澳大利亚维多利亚州墨尔本的市中心，斯旺斯顿街和科林斯街东北转角。
墨尔本市政厅由当地著名建筑师約瑟夫·里德设计，为第二帝国风格。里德的作品还包括维多利亚州立图书馆、皇家展览馆和墨爾本貿易大廳。